# クイズ漫才グランプリ
『クイズ漫才グランプリ』（クイズまんざいグランプリ）は、1981年1月12日から同年6月5日までフジテレビ系列局で放送されていたフジテレビ製作のクイズ番組である。放送時間は毎週月曜 - 金曜 19:30 - 19:45 （日本標準時）。

## 概要
それまで同時間帯で放送されていた『クイズグランプリ』のリニューアル版で、当時ブーム絶頂期にあった漫才を組み込んだ内容で放送。司会は明石家さんまが務めていた。ただし、番組名こそ『クイズグランプリ』を引き継いでいるが、番組内容は大きく異なり別物である。
毎回4組のペア解答者が出場し、漫才コンビ3組による漫才の中に登場するクイズに答える。漫才コンビはそれぞれ2回ずつ登場し、ネタ見せを2回やり終えたら「ネタ切れ」の札を掲げられる。クイズは全6問で、当初は全て3択問題だったが、後に3択問題5問＋どちらがジャンケンで勝つのか、あるいはあいこになるのかを予想するクイズ1問に変更された。3択問題の選択肢はさんまが読み上げる。
6問パーフェクト達成者には、天井から大量の紙吹雪が降り、海外旅行が贈られる。パーフェクト達成者がいなかった場合にもトップの解答者に旅行獲得のチャンスがあり、番組ラストで行うゲームで決める。このゲームは、3つの籠の内1つを選び、その中にいる鶏の数で決めるもので、1番鶏の多い籠を選べば海外旅行、2番目に多い籠なら国内旅行、1番少ない籠なら賞品なし。

## 出演者

### 司会
- 明石家さんま

### 漫才出演
- ツービート
- 西川のりお・上方よしお
- 島田紳助・松本竜介
- 太平サブロー・シロー
- B&B
- ほか

| フジテレビ系列 月曜 - 金曜19:30枠                   | フジテレビ系列 月曜 - 金曜19:30枠                     | フジテレビ系列 月曜 - 金曜19:30枠                    |
| 前番組                                              | 番組名                                                | 次番組                                               |
| --------------------------------------------------- | ----------------------------------------------------- | ---------------------------------------------------- |
| クイズグランプリ （1970年3月30日 - 1980年12月26日） | クイズ漫才グランプリ （1981年1月12日 - 1981年6月5日） | 逆転!クイズジャック （1981年6月9日 - 1981年9月24日） |